# Luanda
Luanda [portugiesisch ˈlu̯ɐndɐ] (ursprünglich São Paulo da Assunção de Loanda, Schreibweise bis ins 19. Jahrhundert auch Loanda) ist die Hauptstadt Angolas und hat etwa 9 Millionen Einwohner (Stand 2022). Diese Zahl bezieht sich auf das Gebiet, das verwaltungstechnisch zu Luanda gehört. Tatsächlich ist die Stadt jedoch erheblich über diese Grenzen hinaus gewachsen und hat dabei bestehende Siedlungskerne absorbiert.
Inzwischen gehört Luanda zu den größten Städten Afrikas und ist auch die drittgrößte portugiesischsprachige Stadt hinter São Paulo sowie Rio de Janeiro und vor Lissabon sowie Maputo.

## Geographie

### Geographische Lage
Luanda liegt in der Provinz Luanda nördlich der Mündung des Flusses Cuanza in den Atlantik.
Luanda wird in zwei Teile geteilt, die Baixa de Luanda (das untere Luanda, die Unterstadt, die alte Stadt) und die Cidade Alta („obere Stadt“, Oberstadt, neuer Stadtteil). Die Baixa de Luanda befindet sich in der Nähe des Hafens, wo es noch enge Straßen und alte Gebäude der Kolonialzeit gibt. Die Küste wird durch die Baía de Luanda (Bucht von Luanda) geprägt, geformt durch den Schutz des kontinentalen Litorals durch die vorgelagerte Halbinsel Ilha do Cabo. Im Süden des Stadtkerns liegt die Baía de Mussulo (Bucht von Mussulo), die durch das Riff von Mussulo gebildet wurde.
Seit der Unabhängigkeit ist die Bevölkerung auf mehr als das Dreifache angewachsen, so dass sich die Stadt seit 1975 auf ein Mehrfaches der Fläche ausgedehnt hat.

### Stadtgliederung

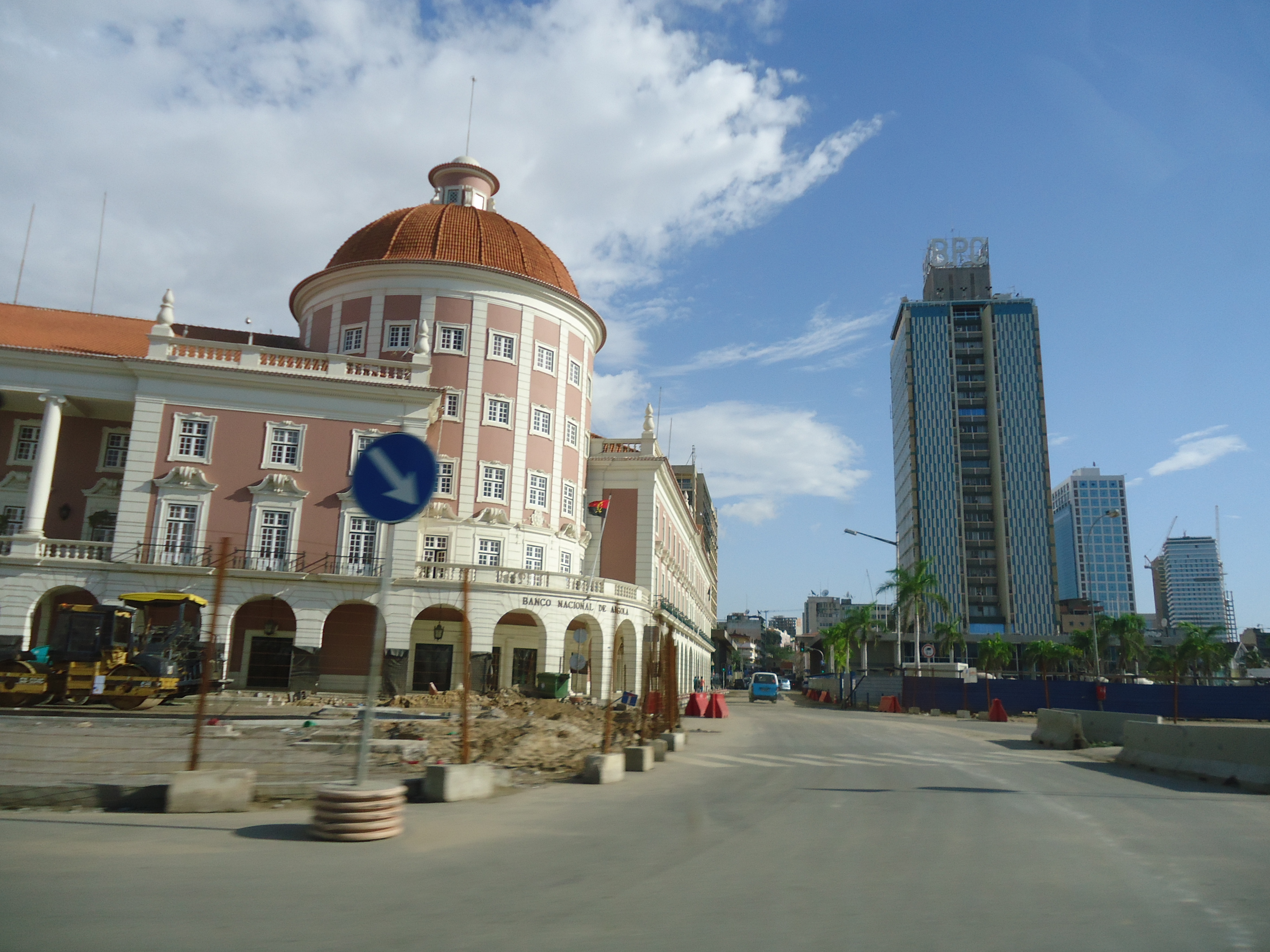
Typisches Straßenbild im Zentrum von Luanda, 2013

Das 1576 gegründete Luanda hatte 1605 erste Stadtrechte erhalten und war seither Sitz eines eigenen Kreises. Nach der Unabhängigkeit 1975 wurde der Kreis aufgelöst und das Stadtgebiet erst in drei, später in neun Kreise aufgeteilt. Dies waren Cazenga, Ingombota, Kilamba Kiaxi, Maianga, Rangel, Samba, Sambizanga, Cacuaco und Viana. Cazenga und Viana waren die bevölkerungsreichsten.
Durch Zuzug wuchs die Stadt beträchtlich, während des Bürgerkriegs (1975–2002) und im Verlauf des danach einsetzenden Wirtschaftswachstums. Seither sind mit Luanda Sul und Kilamba neue Satelliten-Städte gebaut worden. In Camama, Zango sowie Kilamba Kiaxi wurden weitere Hochhaussiedlungen erbaut. Andererseits haben sich – wohl noch stärker – die Slums („musseques“) ständig ausgedehnt. Die Hauptstadt Luanda wächst damit teilweise über die Provinzgrenzen hinaus.
In dem Zusammenhang wurden Änderungen in der Verwaltungsgliederung nötig. Neue Kreise und Gemeinden entstanden und wurden neu zugeordnet. Seit 2011 ist Luanda nun wieder ein eigener Kreis (Município) innerhalb der Provinz Luanda. Die weiteren Kreise der Metropolregion Luanda seit einer Neugliederung im November 2016 sind: Belas, Cacuaco, Cazenga, Kilamba Kiaxi, Talatona und Viana, die Provinz Luanda umfasst zusätzlich die ländlich geprägten Kreise Ícolo e Bengo und Quiçama.
Der Kreis Luanda wird aus sieben Stadtbezirken gebildet:
- Ingombota (ehemaliges Município) – das historische, politische, kommerzielle und kulturelle Zentrum von Luanda
- Rangel (ehemaliges Município)
- Sambizanga (ehemaliges Município)
- Samba (ehemaliges Município)
- Maianga (ehemaliges Município)
- Neves Bendinha
- Ngola Kiluanje

### Klima
Luanda befindet sich in der tropischen Klimazone. Die Jahresdurchschnittstemperatur beträgt 24,4 Grad Celsius, die jährliche Niederschlagsmenge 368 Millimeter im Mittel. Die wärmsten Monate sind Februar bis April mit durchschnittlich 26,7 bis 27,0 Grad Celsius, die kältesten Juli und August mit 20,2 bis 20,4 Grad Celsius im Mittel. Der meiste Niederschlag fällt in den Monaten März und April mit durchschnittlich 97 bis 124 Millimeter, der wenigste zwischen Juni und Oktober mit null bis sieben Millimeter im Mittel.
|                       | Jan  | Feb  | Mär  | Apr  | Mai  | Jun  | Jul  | Aug  | Sep  | Okt  | Nov  | Dez  |   |      |
| Mittl. Tagesmax. (°C) | 29,5 | 30,5 | 30,7 | 30,2 | 28,8 | 25,7 | 23,9 | 24,0 | 25,4 | 26,8 | 28,4 | 28,6 | ⌀ | 27,7 |
| Mittl. Tagesmin. (°C) | 23,9 | 24,7 | 24,6 | 24,3 | 23,3 | 20,3 | 18,7 | 18,8 | 20,2 | 22,2 | 23,3 | 23,5 | ⌀ | 22,3 |
|                       |      |      |      |      |      |      |      |      |      |      |      |      |   |      |
| Niederschlag (mm)     | 30   | 36   | 114  | 136  | 16   | 0    | 0    | 1    | 2    | 7    | 32   | 31   | Σ | 405  |
|                       |      |      |      |      |      |      |      |      |      |      |      |      |   |      |
| Sonnenstunden (h/d)   | 7,0  | 7,2  | 6,7  | 6,4  | 7,4  | 6,9  | 5,4  | 4,8  | 5,0  | 5,4  | 6,2  | 6,5  | ⌀ | 6,2  |
|                       |      |      |      |      |      |      |      |      |      |      |      |      |   |      |
| Regentage (d)         | 2    | 3    | 8    | 8    | 0    | 0    | 0    | 0    | 0    | 1    | 4    | 3    | Σ | 29   |
|                       |      |      |      |      |      |      |      |      |      |      |      |      |   |      |
| Wassertemperatur (°C) | 25   | 26   | 26   | 27   | 25   | 22   | 19   | 20   | 22   | 24   | 25   | 25   | ⌀ | 23,8 |
|                       |      |      |      |      |      |      |      |      |      |      |      |      |   |      |
| Luftfeuchtigkeit (%)  | 80   | 78   | 80   | 83   | 83   | 82   | 83   | 85   | 84   | 81   | 82   | 81   | ⌀ | 81,9 |

| 23,9 |

| 24,7 |

| 24,6 |

| 24,3 |

| 23,3 |

| 20,3 |

| 18,7 |

| 18,8 |

| 20,2 |

| 22,2 |

| 23,3 |

| 23,5 |

| 23,9 |

| 24,7 |

| 24,6 |

| 24,3 |

| 23,3 |

| 20,3 |

| 18,7 |

| 18,8 |

| 20,2 |

| 22,2 |

| 23,3 |

| 23,5 |

### Umweltprobleme

#### Trinkwasser
Die Versorgung mit sauberem Trinkwasser gehört zu den zentralen Umweltproblemen. Nach Unicef-Angaben verfügen nur 22 % der ländlichen Bevölkerung Angolas über einen Zugang zu sauberem Wasser, in den Städten sind es 57 %. Doch besonders in den ausgedehnten Slums (musseques) von Luanda, in denen 70–80 % der Einwohner leben, ist die Lage problematisch; die Bevölkerung ist ständig von Cholera-Epidemien bedroht.

#### Müllentsorgung
Ein weiteres Problem in Luanda ist die Müllentsorgung. Vielerorts in der Stadt türmen sich die Müllansammlungen, da es einen Mangel bei der Müllabfuhr gibt. Besonders nach starken Regenfällen entstehen dadurch enorme Umweltschäden. Jeder zweite Haushalt in Luanda entsorgt seinen Müll „im Freien“.

## Geschichte
Am 11. Februar 1575 landete der portugiesische Kapitän Paulo Dias de Novais an der Ilha do Cabo mit einer ersten Gruppe portugiesischer Siedler. Es waren insgesamt rund 700 Personen, darunter 350 bewaffnete Männer, Geistliche, Kaufleute und Beamte. Da die Lage der Ilha do Cabo ungünstige Bedingungen zur Verteidigung bot, ließen sich die Siedler auf dem gegenüber liegenden Morro de São Miguel nieder. Dieser Hügel hatte strategisch eine ideale Position und verfügte auch über Wasserquellen. Am 25. Januar 1576 wurde die Stadt als São Paulo da Assunção de Loanda (Übersetzt ungefähr: „Heiliger Paulus von Maria Himmelfahrt zu Loanda“) gegründet. Sie wurde 1627 das Zentrum der portugiesischen Präsenz auf dem Territorium des heutigen Angola und behielt diese Funktion bis zum Ende der Kolonialzeit im Jahre 1975 bei (mit Ausnahme der Jahre 1641 bis 1648, als sie von den Niederlanden besetzt war).
Die Stadt war bis in die zweite Hälfte des 19. Jahrhunderts hinein auch Zentrum des Sklavenhandels nach Brasilien, in die Karibik und die USA. Nach der Abschaffung der Sklaverei 1836 erlitt Luanda eine wirtschaftliche und soziale Krise. Zahlreiche Europäer verließen daraufhin die Stadt. Der Bau der Eisenbahnstrecke nach Funda im Jahr 1888 brachte durch den Warenaustausch mit dem Hinterland einen wirtschaftlichen Aufschwung. Damals zählte Luanda erst 15.000 Einwohner, darunter 3000 Portugiesen. Mit dem Aufschwung zogen nun viele Afrikaner in die Stadt und bauten sich dort ihre traditionellen Lehmhütten. Ende des 19. Jahrhunderts wurden die ersten Bauvorschriften eingeführt, was zum Abriss der nicht standardgemäßen Behausungen führte. Die ärmere Bevölkerung wurde an die Peripherie der Stadt umgesiedelt. Es entstanden die ersten Musseques.

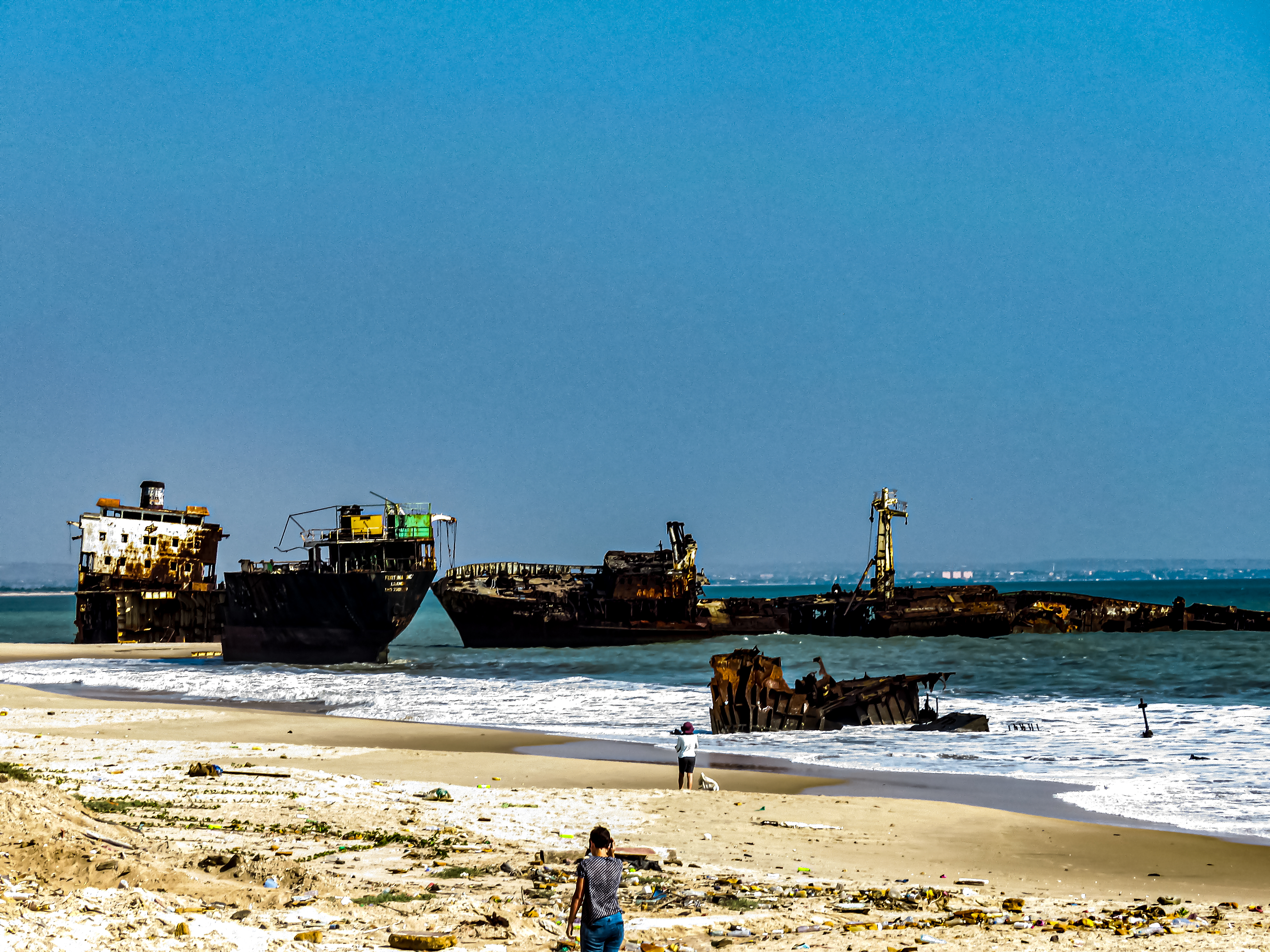
Verlassene Schiffe (2019)

Im Jahr 1930 wurde in Luanda die Elektrizität eingeführt, die entscheidend für die wirtschaftliche Entwicklung war. Dadurch wuchs auch die weiße Bevölkerung in der Stadt an, die nun den Raum vom Zentrum bis zur Peripherie einnahm. 1942 wurde von der Stadtverwaltung der erste städtebauliche Masterplan herausgegeben, der die Schaffung verschiedener, durch ein verzweigtes Transportnetz verbundener Gartenstädte sowie den Bau von fünf Satellitenstädten vorsah, um die überzählige Bevölkerung unterzubringen. 1945 wurde der neue Hafen und viele Straßen gebaut. Ein schnelles wirtschaftliches und industrielles Wachstum setzte ein, was zu einem weiteren Anstieg der Bevölkerung und einer Ausdehnung der Stadt führte. In den 1960er und 70er Jahren wurden für die ärmeren Weißen und die schwarze Arbeiterklasse sogenannte „Volksviertel“ (Bairros Populares) errichtet, die sich später jedoch zu Musseques entwickelten.
Nach der Unabhängigkeit Angolas 1975 verließ ein Großteil der portugiesischen Bevölkerung Angola, also auch Luanda. Durch den langjährigen Bürgerkrieg in Angola litt auch die Hauptstadt. Ihre Bevölkerungszahl stieg aufgrund einer starken Binnenwanderung stark. Seit dem Ende des Kriegs im Jahr 2002 erlebt Luanda einen Aufschwung, der am deutlichsten durch ein ausgedehntes Flächenwachstum, den rasanten Bau von modernen Hochhäusern und den Ausbau der Infrastruktur ins Auge fällt.

## Bevölkerung

### Religionen
Das Christentum hat in Luanda seit der Missionierung und Kolonisierung Fuß gefasst, die Katholiken seit dem 16. Jahrhundert, die Protestanten seit Ende des 19. Jahrhunderts. Die erste Kirche von Angola wurde 1575 in Luanda gebaut. 50 bis 60 Prozent der Bevölkerung bezeichnen sich als Katholiken. Bei den traditionellen Protestanten (vor allem Methodisten, Baptisten und Kongregationalisten) liegt die Zahl zwischen 15 und 20 Prozent; dazu kommen seit der Unabhängigkeit zahlreiche Erweckungskirchen und Sekten, die großen Zulauf haben. Anhänger traditioneller afrikanischer Religionen gibt es in Luanda nicht mehr. Die bisher völlig unbedeutende Zahl der Moslems ist durch Einwanderer aus Westafrika und anderen Ländern in den letzten Jahren leicht gestiegen und dürfte bei ein bis zwei Prozent der Bevölkerung liegen.
Luanda ist Sitz des katholischen Erzbistums Luanda und der gemeinsamen Bischofskonferenz von Angola und São Tomé (Conferência Episcopal de Angola e São Tomé e Príncipe, CEAST). In Hirtenbriefen ruft diese immer wieder zu mehr sozialer Gerechtigkeit auf.
Zum Angolanischen Christenrat der Protestanten (Conselho de Igrejas Cristãs de Angola – CICA) gehören heute 22 Mitgliedskirchen, darunter neben den oben genannten vor allem Lutheraner und Reformierte.
Die angolanischen Kirchen haben durch ihren Einfluss eine große Rolle im Friedensprozess zum Ende des Bürgerkrieges gespielt. Das von den Kirchen gegründete ökumenische Komitee für den Frieden (Coiepa) war federführend bei der Entstehung der angolanischen Friedensbewegung und hat der Zivilgesellschaft mehr Handlungsspielraum gegeben. Der Schweizer Pfarrer Benedict Schubert, der lange für die Reformierte Kirche in Luanda tätig war, räumt allerdings auch mit der gängigen Vorstellung auf, die katholische Kirche sei in der Kolonialzeit williger Diener der portugiesischen Kolonialmacht gewesen, während die protestantischen Kirchen dem angolanischen Nationalismus huldigten. Dass die Geschichte so einseitig nicht ist, zeigt sein Buch Der Krieg und die Kirchen: Angola 1961–1991.
Die inzwischen etwa 1000 Kirchen und sonstigen Religionsgemeinschaften sind meistens beim Instituto Nacional para os Assuntos Religiosos (INAR), einer Abteilung des Ministeriums für Kultur, offiziell registriert, haben aber unter sich keinen Zusammenhalt. Auswüchse wie Teufels- und Hexenwahn werden behördlich bekämpft und in der Regel unterbunden.

### Einwohnerentwicklung

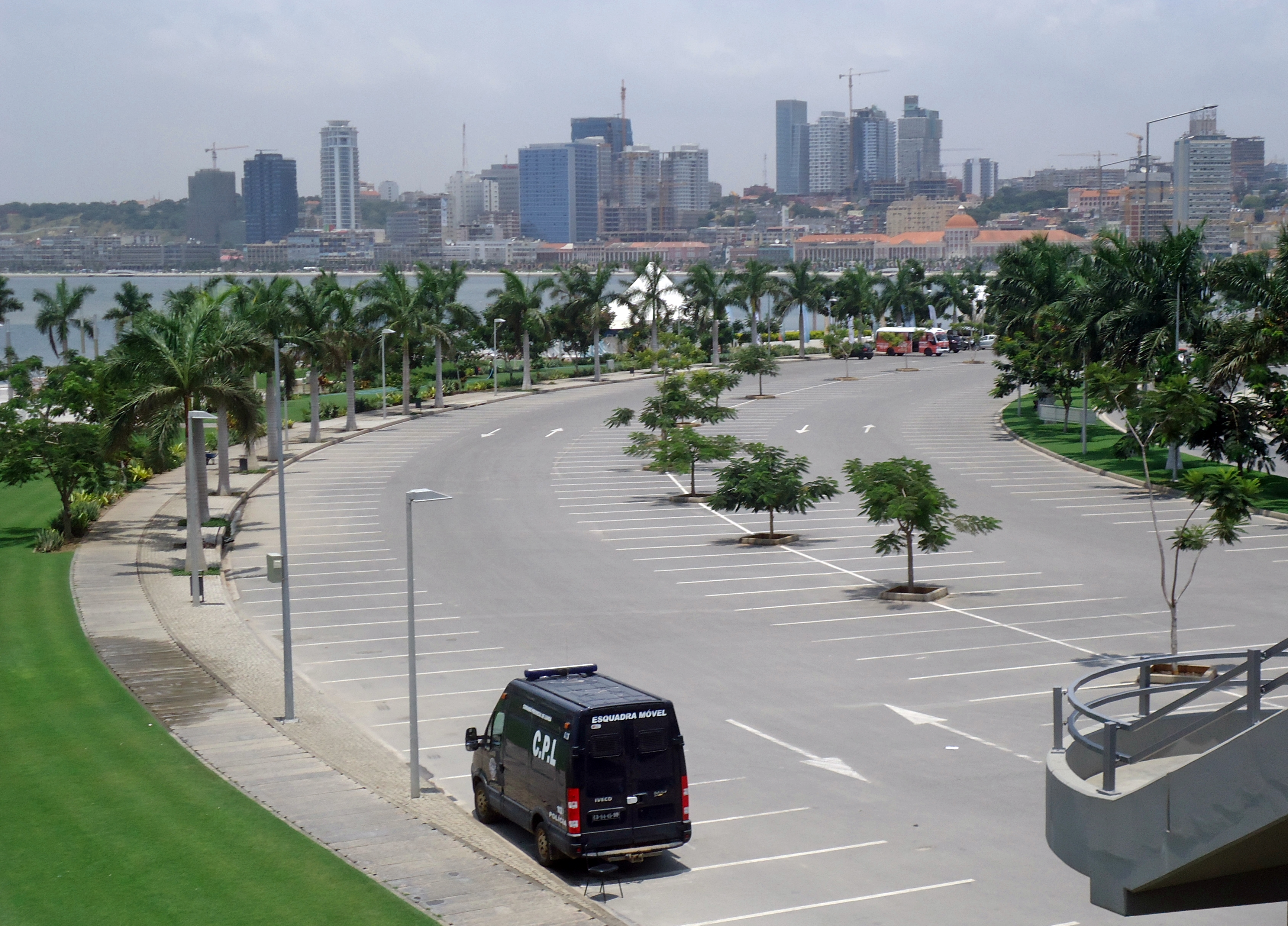
Neu gestaltete Avenida 4 de Fevereiro an der Bucht von Luanda (2013)

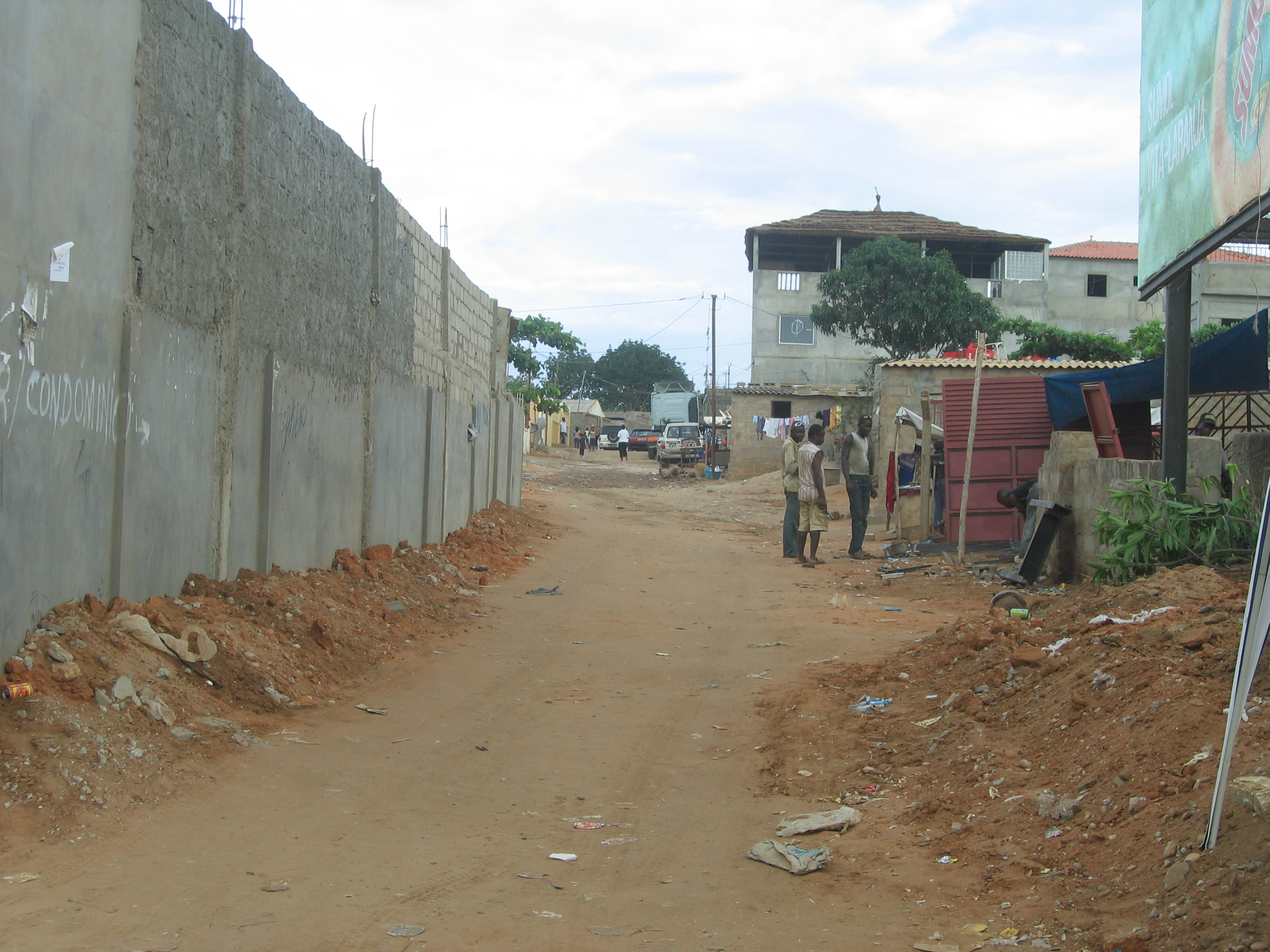
Seitenstraße in einem südlichen Stadtbezirk Luandas

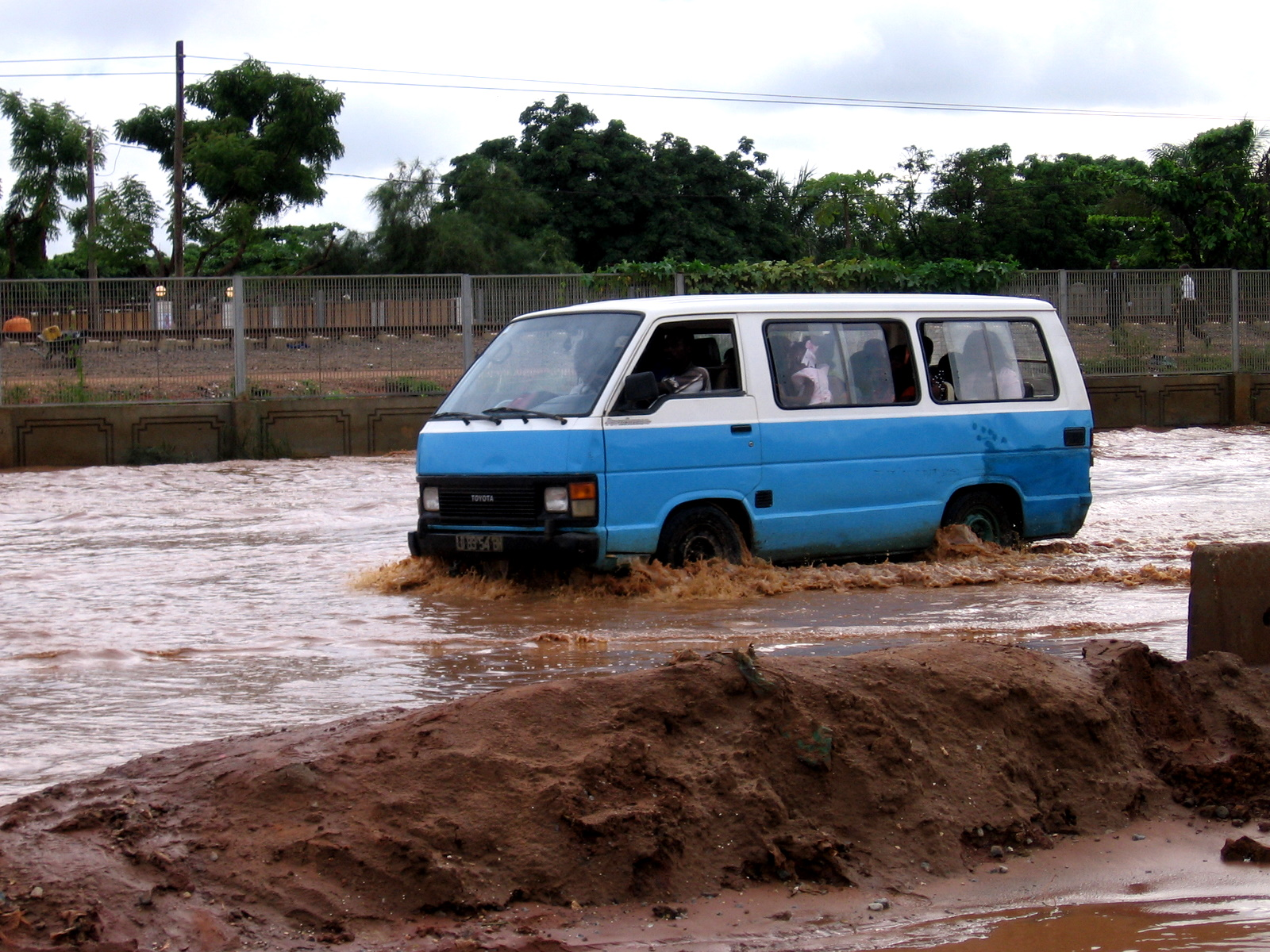
Taxi in Luanda nach schweren Regenfällen und Überschwemmung

Allein zwischen 1990 und 2001 hat sich die Einwohnerzahl Luandas verdoppelt. In offiziellen Statistiken wird die Einwohnerzahl der Hauptstadt mit 2,6 Millionen angegeben. Nach mittlerem geschätzten Wert leben mittlerweile jedoch über 5 Millionen Menschen in Luanda, über ein Viertel der Gesamtbevölkerung des Landes. Im Jahr 2014 wurde in Luanda eine Volks- und Wohnungszählung abgehalten. Die Volkszählung ergab eine Einwohnerzahl von 6,7 Millionen.
Die Einwohner Luandas sind überwiegend Angehörige afrikanischer Ethnien wie der Ambundu, der Bakongo und der Ovimbundu (in dieser Reihenfolge). Offizielle Landessprache ist Portugiesisch. Es werden auch einheimische Bantu-Sprachen gesprochen, insbesondere Kimbundu, Kikongo und Umbundu, doch nimmt deren Kenntnis in der jüngeren Generation ständig ab. Das in Luanda (und im Ausgang von dort im übrigen Angola) gesprochene Portugiesisch ist aber mit Lehnwörtern aus afrikanischen Sprachen durchsetzt und bildet auch sonst idiomatische Eigenheiten heraus.
Die folgende Übersicht zeigt die Einwohnerzahlen nach den jeweiligen Jahresstatistiken.
| Jahr | Einwohner |
| ---- | --------- |
| 1815 | 18.000    |
| 1880 | 16.000    |
| 1900 | 20.000    |
| 1909 | 16.000    |
| 1921 | 20.000    |
| 1927 | 20.000    |
| 1934 | 17.900    |
| 1940 | 61.208    |
| 1950 | 137.000   |
| 1954 | 159.000   |

| Jahr | Einwohner |
| ---- | --------- |
| 1960 | 189.500   |
| 1964 | 224.540   |
| 1970 | 475.328   |
| 1974 | 600.000   |
| 1983 | 898.000   |
| 1987 | 1.136.000 |
| 1991 | 2.000.000 |
| 2014 | 6.945.386 |
| 2022 | 9.079.800 |

Diese Angaben sind für die Kolonialzeit recht genau, stellen für die nachkoloniale Zeit bis zum Jahr 2014 jedoch nur Schätzwerte dar.
Aus dem explosionsartigen Wachstum der Einwohnerzahl, das sich nicht zuletzt durch die massive Binnenwanderung der Bakongo und der Ovimbundu erklärt, ergeben sich für die Beschaffung von Wohnraum und die Entwicklung der Infrastrukturen (Straßen, Elektrizitäts- und Wasserversorgung, Telefonnetz u. a.m.) schwerste und bis heute oft ungelöste Probleme. Während diese in den großflächigen Neubauvierteln der wohlhabenden Schichten grundsätzlich gelöst werden, sieht sich die übrige Bevölkerung fast existentiellen Schwierigkeiten ausgesetzt.
Aufgrund Angolas rapidem Bevölkerungswachstum in Verbindung mit voranschreitender Urbanisierung wird bis zum Jahr 2050 mit einer Bevölkerung von 14,3 Millionen Einwohnern gerechnet. Luanda wäre damit unter den 30 bevölkerungsreichsten Agglomerationen der Welt.

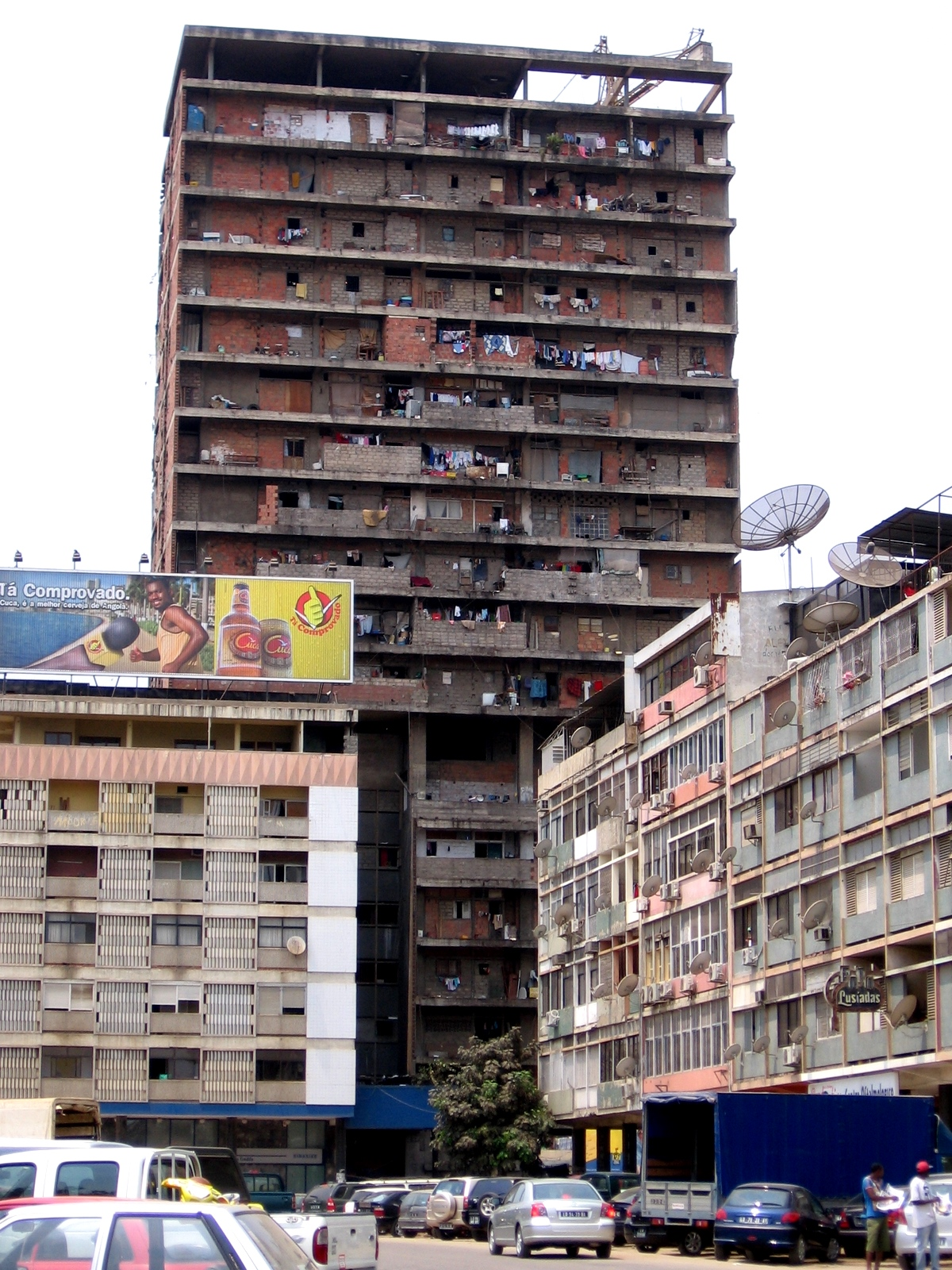
„Musseque vertical“ (dt. vertikale Armensiedlung)

### Musseques
Die in Angola als Musseques bezeichneten Slums, ohne Abwasser- und Müllentsorgung, meist ohne Wasser- und oft auch ohne Stromanschluss, haben sich besonders an der Peripherie Luandas ausgebreitet. Die Mehrheit der Bewohner geht durchaus einer Beschäftigung nach und das durchschnittliche Haushaltseinkommen liegt beispielsweise in Paraíso bei rund 44.000 Kwanzas (114 Euro). Das Einkommen reicht jedoch meist nicht aus, um die Kinder auf die Privatschulen zu schicken – staatliche Schulen gibt es in vielen dieser Viertel nicht. Die Folge ist eine hohe Jugendkriminalität. Nachts patrouilliert dort die Polizei grundsätzlich nicht, da es keine Beleuchtung gibt. Überfälle werden jedoch zu jeder Tageszeit verübt. Die größten dieser Armenviertel sind: Kikolo, Catintón, Rocha Pinto, Dangereux, Simione, Mabor, Asa Branca, Malanjinho, Estalagem, 28 de Agosto, Maria Eugénia Neto, Soba Kapassa, Capalanca, Camadeira, Paraíso, Belo Monte, Bananeiras, Papá Simão, Malueca, Grafanil, Kapolo, Uengi Maka, Kimbango, Mulenvos, Sapu und Bita.

### Kriminalität
Gewaltkriminalität und bewaffnete Überfälle sind vor allem in Luanda verbreitet. Bevorzugte Objekte von Diebstählen sind nicht nur Geld, sondern auch Mobiltelefone, weswegen zur Vorsicht beim Telefonieren auf der Straße geraten wird. In letzter Zeit werden insbesondere in Luanda Überfälle auf Kfz verübt, die im stehenden Verkehr keine Fluchtmöglichkeit haben. Diese Überfälle erfolgen auch am Tage durch bewaffnete Täter auf Motorrädern, die in der Regel die Herausgabe des Mobiltelefons, der Geldbörse und von Dokumenten verlangen. Auch die Überfälle auf Geschäfte häufen sich. Besonders betroffen sind jene, die Ausländern wie Portugiesen, Chinesen und Westafrikanern gehören. Aber auch die ärmere Bevölkerung ist davon betroffen. Ein neuer „Trend“ ist in manchen Vierteln die Schutzgelderpressung von Hütten- und Hausbewohnern, um zu Hause nicht überfallen zu werden. Da die Polizei nicht eingreift, haben sich Bürgerwehren gebildet, die solche Gewalttäter aufgreifen und durch eine harte Selbstjustiz bestrafen. Ihnen werden brennende Autoreifen um den Hals gelegt. Eine stark steigende Tendenz verzeichnen auch Entführungen mit Lösegelderpressung, denen vor allem Ausländer, insbesondere Chinesen, zum Opfer fallen. Die Zahl der Entführungen stieg in Luanda zwischen 2017 und 2018 von sieben auf 20, was der Hälfte aller solcher Fälle in Angola entspricht.

## Politik

### Städtepartnerschaften
- Salvador da Bahia, Brasilien
- Houston, USA (2003)
- Porto, Portugal (1999)[28]
- Belo Horizonte, Brasilien (1968)

## Kultur und Sehenswürdigkeiten

### Kultur
Angola ist kulturell geprägt von afrikanischen Traditionen, der 500-jährigen portugiesischen Kolonialherrschaft, der sozialistischen Phase der Endsiebziger und achtziger Jahre und – in jüngerer Zeit zunehmend – durch die Wertewelt, wie sie von US-amerikanischen (Musik, Jugendkultur, Konsum) und brasilianischen (Musik, Mode, Vokabular) Medien verbreitet wird.
Zu den bedeutendsten Kulturzentren der Stadt gehören das 2015 im ehemaligen Grand Hotel eröffnete Brasilianische Kulturzentrum (CCBA) mit Theatersaal und Kino sowie seit 2019 der vermutlich von Gustave Eiffel erbaute und nach Luanda verschiffte Palácio de Ferro (Eisenpalast), der auch zu den Sehenswürdigkeiten der Stadt zählt.

### Musik und Theater

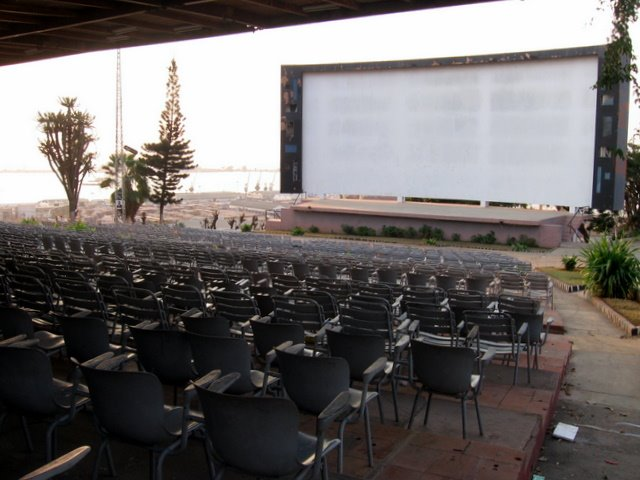
Freiluftkino Cine-Esplanada Miramar in Luanda

Es gibt eine rege Musik- und Theaterszene. Der populäre Musik- und Tanzstil Kuduro entstand im Stadtbezirk Sambizanga. Im März 2017 zählte Luanda 159 Theatergruppen, in denen sich rund 3000 junge Schauspieler treffen.  Es existieren im Land jedoch bisher keine professionellen Theatergruppen, die Eintrittspreise sind zu gering, um Schauspieler anzustellen. Über 100 dieser Gruppen sind an Kirchen gebunden. Bei ihnen steht die Volkserziehung im Vordergrund, wie die Verbreitung moralischer Werte, die Verurteilung von häuslicher Gewalt, der Drogen- und Alkoholmissbrauch, die Gefahr von AIDS, die Jugendkriminalität oder die Lösung existentieller Lebensprobleme. Die Bindung vieler Theatergruppen an Kirchen besteht schon seit dem Beginn der Kolonialzeit. In den 1980er Jahren kamen studentische Theatergruppen dazu. In Luanda gibt es nur wenige Theater wie das Teatro Municipal de Luanda, Teatro Elinga oder Teatro Avenida. Die meisten Aufführungen finden in improvisierten Sälen und in Clubs statt, einige im Brasilianischen Kulturzentrum, im Belas-Shopping Center oder im Hotel Plaza in Talatona. Der angolanische Theaterverband (AAT) strebt bis 2021 die Schaffung weiterer Theatersäle an.

### Film
Luanda ist das Zentrum der Film- und Fernsehproduktion des Landes. Die wichtigsten Institutionen sind hier angesiedelt, darunter das IACA (Instituto Angolano do Cinema e do Audiovisual), das staatliche Filminstitut und Filmförderungsanstalt.
Alljährlich finden hier eine Reihe Filmfestivals statt, so das Festival Internacional de Cinema Luanda (FIC Luanda), das pan-afrikanische Festival Internacional de Cinema Pan-Africano de Luanda (PAFF Luanda), das Festival Internacional de Curta Metragem da Kianda (FESC-Kianda) für Kurzfilme aus portugiesischsprachigen Ländern, das Dokumentarfilm-Festival Festival Internacional de Cinema Documental (Doc Luanda) und das Freiluftkino-Festival Viana CineFest. Auch das portugiesische FESTin für lusophone Filme machte schon mehrfach Station in Luanda.

### Museen
Die Festung São Miguel von Luanda ist das Nationalmuseum für Militärgeschichte; außerdem gibt es in Luanda das Museu Nacional de Antropologia mit einer Sammlung afrikanischer Kunst, insbesondere einer großen Anzahl von Masken sowie das Naturkundemuseum Museu Nacional de História Natural. Südwestlich von Luanda befindet sich in einer Kapelle auf einem Hügel am Meer das Sklavereimuseum Museu Nacional da Escravatura.

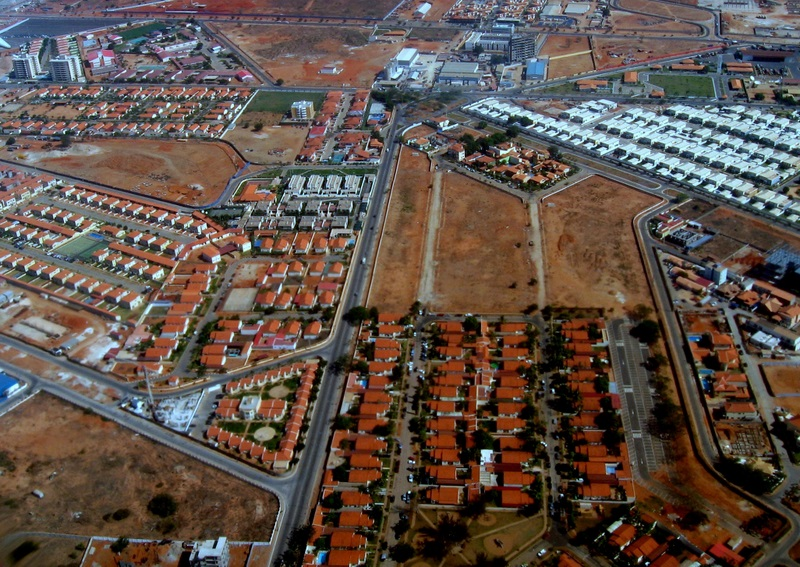
Neue Stadtbezirke, hier Luanda Sul, verändern das Stadtbild von Luanda

### Parks
Es gibt in Luanda nur wenige Parks, da die freien Plätze vorwiegend von informellen Siedlungen besetzt wurden. Im historischen Stadtzentrum haben sich einige Parks erhalten, wie Largo do Atlántico, der mit dichter Vegetation und Bäumen bedeckt ist, Jardim da Cidade Alta, der durch den Abriss einer baufälligen Kirche entstand, der benachbarte Parque da Liberdade und der Parque do Miramar, der sich am Hang dieses Viertels erstreckt.
Der Kissama-Nationalpark liegt 70 km südlich von Luanda, in der Provinz Luanda. Er ist der drittgrößte Nationalpark im Land und gilt als der meistbesuchte der sechs Nationalparks in Angola.

### Sport
Am 28. Mai 1972 wurde die Autorennstrecke Autódromo de Luanda eröffnet. Beachtung fand insbesondere das internationale 3-Stunden-Rennen von Luanda 1973. Mit Ausbruch des angolanischen Bürgerkrieges nach der Unabhängigkeit von Portugal 1975 ruhte über dreißig Jahre der Rennbetrieb, mittlerweile werden hier wieder Rennveranstaltungen durchgeführt.
Die Fußball-Afrikameisterschaft 2010 wurde von Angola ausgerichtet. In Luanda entstand dazu mit dem Estádio 11 de Novembro eines von vier neuen Stadien im Land. Zu den weiteren Fußballstadien in Luanda gehören das Estádio Cidade Universitária und das historische Estádio Nacional dos Coqueiros. Sie sind die Heimat der verschiedenen Vereine der Hauptstadt, von denen einige zu den Spitzenvereinen des Fußballs in Angola zählen. Zu nennen ist dabei Rekordmeister Atlético Petróleos Luanda. Aus Luanda stammen aber auch andere Dauergäste der Girabola-Profiliga wie Atlético Sport Aviação, CD Primeiro de Agosto, GD Interclube, Kabuscorp FC do Palanca, Progresso Associação do Sambizanga oder Sport Luanda e Benfica, ein 1922 gegründeter Filialverein von Benfica Lissabon.
Luanda war Gastgeber der Basketball-Afrikameisterschaft der Damen 1983 und der Basketball-Afrikameisterschaft 1989. Die Stadt war danach auch Austragungsort der Basketball-Afrikameisterschaften 1999 und 2007. Auch andere Sport-Großveranstaltungen hat die Stadt bereits ausgerichtet, so die Handball-Afrikameisterschaft der Frauen 2016 und die Handball-Afrikameisterschaft der Männer 1985. Auch verschiedene internationale Rollhockeyturniere fanden hier statt.
Die populärste Laufveranstaltung in Angola ist der Silvesterlauf von Luanda, der vom angolanischen Leichtathletikverband (Federação Angolana de Atletismo, FAA) veranstaltet wird. Zur 59. Auflage des São Silvestre de Luanda am 31. Dezember 2014 wird die Rekordmarke von 3.000 angemeldeten Athleten beider Geschlechter angestrebt. Auch 79 ausländische Läufer aus 21 Ländern haben sich angemeldet. 1.000 Polizisten sorgen für die Sicherheit entlang der 10 km langen Strecke vom zentralen Platz Largo da Mutamba bis zum Estádio dos Coqueiros.

### Typische Speisen
Im Allgemeinen greift die angolanische Küche hauptsächlich auf Fisch und Meeresfrüchte, Maniok und/oder Mais zurück, die zu würzig-scharfen Eintopfgerichten verarbeitet werden. Auch Geflügel findet viel Verwendung. Einige Kochrezepte sind: Papaya mit Portwein, gegrillte Garnelen oder gegrilltes Huhn, zum Nachtisch z. B. den Kokosnusspudding Cocada Amarela. In den Städten setzt sich allerdings schon seit Jahrzehnten zunehmend die portugiesische Küche durch.

### Handel
Im Jahr 2007 wurde in Luanda Afrikas modernstes Einkaufszentrum Belas Shopping-Center eröffnet.
Es wurden dafür 35 Mio. US-Dollar von dem brasilianischen Unternehmen Odebrecht Angola investiert. Es ist das größte Einkaufszentrum Angolas. Belas Shopping Center befindet sich in Talatona im Süden Luandas und verfügt über 100 unterschiedliche Läden, ein Kino mit 8 Sälen mit insgesamt 2400 Plätzen und 17 Restaurants. Seither sind weitere Einkaufszentren im Stadtgebiet hinzugekommen, insbesondere das Ginga Shopping und das Shopping Avenida.

## Wirtschaft und Infrastruktur

### Wirtschaft

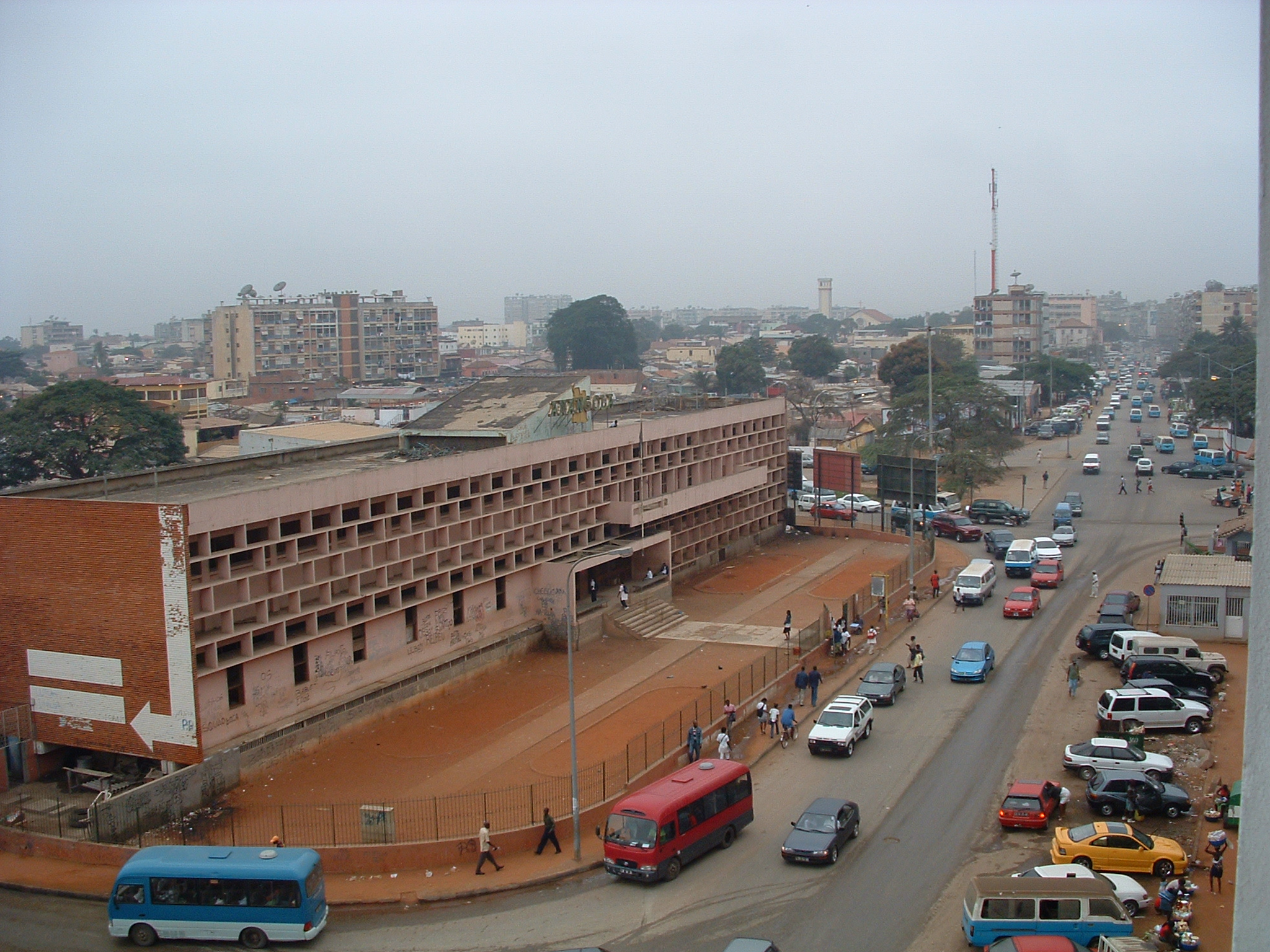
Luanda im Juni 2005

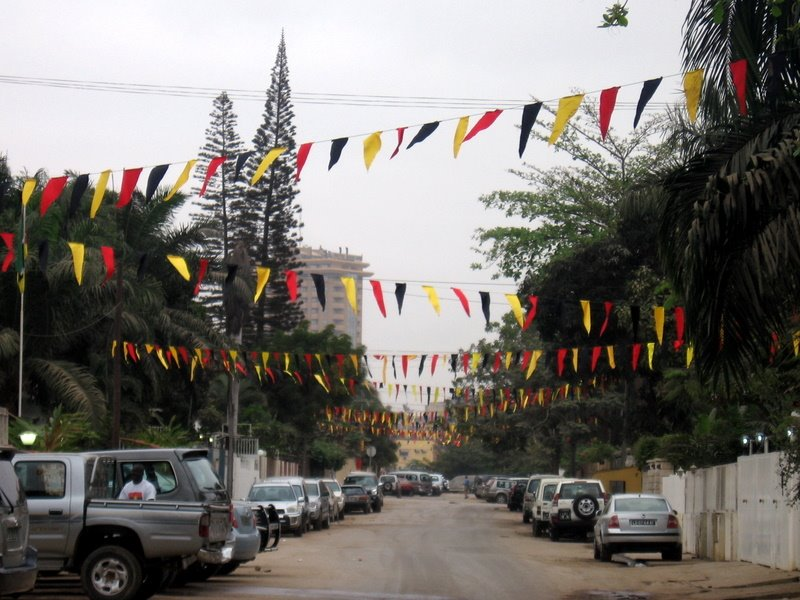
Eine geschmückte Straße im Stadtteil Alvalade

Getrieben von Petrodollars erlebte die Hauptstadt zu Beginn des 21. Jahrhunderts einen Bauboom. Für Ausländer war Luanda 2010 die Stadt mit den höchsten Lebenshaltungskosten der Welt, mit Mietpreisen von 15.000 Dollar im Monat. In einer Rangliste der Städte nach ihrer Lebensqualität belegte Luanda im Jahre 2018 den 201. Platz unter 231 untersuchten Städten.
In Luanda werden unter anderem Erdöldestillate, Bekleidung, Fahrzeuge und Lebensmittel hergestellt. Die wichtigsten Exportgüter sind Rohöl, Diamanten, Eisenerz, Kaffee und Fischprodukte.
Seit dem April 2007 existiert in Luanda der Automobilhersteller Zhongji Company, welcher der chinesischen Zhengzhou Nissan Automobile Co., Ltd. angehört. Produziert werden Automobile der Marke Nissan, die in viele Länder des afrikanischen Kontinents exportiert werden.
Auch die Wertpapierbörse des Landes, die Bolsa de Dívida e Valores de Angola befindet sich hier.
Das Bild Luandas ist allerdings weitgehend beherrscht von einer Schattenwirtschaft.

### Wasser- und Stromversorgung
Der Zensus 2014 ergab, dass nur 28 % der Haushalte in Luanda an das öffentliche Wasserleitungsnetz angeschlossen sind, während 46 % durch Zisternen-LKW mit Trinkwasser versorgt werden. Im Stadtgebiet sind 68 % der Haushalte an das Stromnetz angeschlossen.

### Verkehr
In der Stadt liegt der wichtigste Hafen des Landes. Eine Bahnlinie verbindet die Hauptstadt mit den Eisenerzminen in N’dalatando und den Kaffeeanbaugebieten um Malanje im Landesinneren. Luanda hat einen internationalen Flughafen, den Aeroporto Internacional Quatro de Fevereiro.

#### Fernverkehr

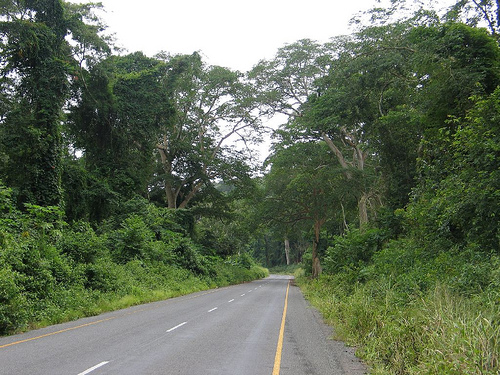
Neu ausgebaute Landstraße Luanda-Uíge im Jahr 2010

Östlich von Luanda wurde eine vierspurige Via Expresso fertiggestellt, die es ermöglicht die Hauptstadt weiträumig im Halbkreis zu umfahren. Damit wird der Vorort Viana erheblich vom Baustellen- und Zivilverkehr entlastet.

##### Eisenbahnverkehr
Der Zugverkehr über die Luandabahn bekommt als Transportmittel für Menschen und Güter allmählich wieder mehr Bedeutung. Nachdem bereits seit 2005 der Zugverkehr der Benguelabahn zwischen Huambo und Benguela wieder schrittweise in Betrieb genommen wurde, verkehren seit Juli 2007 auch Züge zwischen Luanda und Viana wieder regelmäßig. Die Gesamtstrecke zwischen Luanda und Malanje wurde 2010 vollständig neu eröffnet, nach abgeschlossener Modernisierung der Eisenbahnstrecke und Neubau ihrer wichtigsten Bahnhöfe. Auf einigen Verbindungen ins Landesinnere werden Speisen und Getränke angeboten.

##### Hafen
Der Güterumschlag im Hafen von Luanda variiert konjunkturbedingt relativ stark. Während der Hafen im ersten Halbjahr 2010 mehr als vier Millionen Tonnen Güter abwickelte, verzeichnete er im Jahr 2014 12 Millionen Tonnen und 744.000 Containerbewegungen, im Jahr 2017 jedoch nur 7,8 Millionen Tonnen und 520.000 Containerbewegungen. Er ist überwiegend ein Exporthafen, die Ausfuhr beträgt nur rund ein Drittel der Einfuhr. Im Jahr 2013 wurden 70.000 Pkws in Angolas Hauptstadt ausgeladen, im Jahr 2014 jedoch 136.400 und 2017 nur 12.000. Der durchschnittliche Aufenthalt der Importgüter ist durch die Verzollung im Hafen im Jahr 2010 von 80 auf 28 Tage gesunken.

##### Flughäfen
Luanda hat zwei internationale Flughäfen, den Aeroporto 4 de Fevereiro und den António Agostinho Neto International Airport. Seit 1. April 2008 fliegt Lufthansa von Frankfurt am Main zweimal wöchentlich nach Luanda. Der Flughafen Aeroporto 4 de Fevereiro wurde 2010 modernisiert und erweitert.
Die chinesische Eximbank finanzierte den internationalen Großflughafen António Agostinho Neto International Airport, der größter Flughafen Afrikas werden soll. Dieser liegt nicht in Luanda selbst, sondern östlich von Viana.
Fluggesellschaften und ihre Ziele am Flughafen 4 de Fevreiro:
- Air France (Paris)
- Air Namibia (Windhoek)
- Brussels Airlines (Brüssel)
- Diexim Expresso (Cabinda, Benguela, Huambo, Lubango, Ondjiva, Soyo)
- Emirates (Dubai)
- Ethiopian Airlines (Addis Ababa)
- Kenya Airways (Nairobi)
- Lufthansa (Frankfurt)
- Royal Air Maroc (Casablanca)
- Sonair (Benguela, Cabinda, Catumbela, Lubango, Ondjiva, Soyo)
- South African Airways (Johannesburg)
- TAAG Angola Airlines (Amsterdam, Brazzaville, Brüssel, Cabinda, Casablanca, Catumbela, Dundo, Frankfurt, Harare, Havanna, Huambo, Ilha do Sal, Johannesburg, Kapstadt, Kinshasa, Kuito, Lissabon, Lubango, Luena, Lusaka, Maputo, Menongue, Moçâmedes, Nairobi, Ondjiva, Paris, Porto, Rio de Janeiro, São Paulo, São Tomé, Saurimo, Soyo, Windhoek)
- TAP Portugal (Lissabon)

#### Nahverkehr

##### Straßenverkehr
In Luanda sind die Straßen teilweise in schlechtem Zustand, nicht zuletzt aufgrund des extrem hohen Verkehrsaufkommens, das zu einer chronischen Überlastung, vielen Staus und auf den wichtigsten Strecken oft zu völlig überdehnten Fahrzeiten führt. Zurzeit werden allerdings viele neue Straßen gebaut und vor allem alte Verkehrsachsen ausgebessert und verbreitert.
Reguläre Taxis sind verfügbar, man sollte jedoch Wartezeiten einplanen. Die Taxis in Luanda und überall in Angola sind blau-weiße Kleinbusse, die mehrere Leute auf einmal in verschiedene Orte fahren. Es gibt Mietwagen mit Fahrer, die jedoch sehr teuer sind. Zunehmend gibt es in Luanda auch kupapatas, also Motorräder, die als Taxis für den Transport von Personen und Waren in den ländlichen Gegenden Angolas seit Jahren eingesetzt werden.

##### Öffentlicher Nahverkehr
Im Jahr 2020 begann der Bau einer 14,9 km langen Straßenbahnlinie, die vom Hafen Luandas nach Cacuaco führt. Sie wird als Metro de Superfície bezeichnet und von Siemens Mobility im Rahmen einer öffentlich-privaten Partnerschaft gebaut. Private Investoren beteiligen sich mit 70 %, der angolanische Staat mit 30 % des Kapitals. Die geplanten Kosten belaufen sich auf 3 Milliarden US-Dollar.

### Fremdenverkehr
Die touristische Infrastruktur hat sich in Luanda von 2009 bis 2019 erheblich verbessert. Im Jahr 2009 gab es in der Millionenstadt nur 27 Hotels, zehn Jahre später sind es 109 Hotels, 50 Resorts, 12 Ferienanlagen, 63 Pensionen, 37 Gästehäuser und 7 Herbergen. Mit dem erhöhten Angebot sanken auch die Übernachtungspreise um mehr als die Hälfte. Für die meisten Einheimischen sind die Preise jedoch immer noch zu hoch. Die Belegungsquote der Hotels liegt nur bei 15–30 %.

### Medien
Die angolanischen Medien sind weitgehend unter staatlicher Kontrolle. Allerdings gibt es vermehrt private Mediengesellschaften, z. B. Media Nova. Es gibt die Tageszeitung ´Jornal de Angola mit einer Auflage von etwa 50.000 Exemplaren sowie die private Zeitung O País. Die größte Wochenzeitung Semanário Angolense ist im Besitz des Jornal de Angola. Ebenso unter staatlicher Kontrolle und Reglementierung stehen das Rádio Nacional de Angola und das Fernsehen Televisão Pública de Angola.
Lange Zeit einzige Quelle für Nachrichten aus Angola war die 1978 gegründete staatliche Nachrichtenagentur Agência Angola Press.
Mit der neuen Verfassung wurde auch das Pressegesetz 1991 neu formuliert, es erlaubt Presse- und Meinungsfreiheit und damit auch die Gründung unabhängiger Medien. Zu diesen gehören die privaten Radiosender Rádio LAC, der kirchlich getragene Sender Rádio Ecclesia sowie das 2006 aus dem UNITA-Sender VORGAN (Voz Resistência do Galo Negro) hervorgegangene Rádio Despertar. Unabhängige Wochenzeitungen sind Folha 8, seit 1996 von William Tonnet in Luanda herausgegeben, AGORA, Seminário Angolense, Actual Fax, 1995 gegründeter Faxdienst und die Internetportale AngoNotícias und Angola24horas.
Die Medien in Angola unterliegen erheblichen gesetzlichen Restriktionen. Im Medienbarometer des Südlichen Afrika erhält Angola die schlechteste Bewertung. Im Bericht von 2007 heißt: „Eine relative Medienvielfalt existiert nur in der Hauptstadt Luanda. Auf dem Land dagegen gibt es kaum Zeitungen und die große Mehrheit der Bevölkerung ist zur Information auf die staatlichen Kurzwellensender angewiesen. Obwohl ein Mediengesetz private Radioveranstalter erlaubt, ignoriert die Regierung bisher die entsprechenden Anträge: seit sieben Jahren wurde kein einziger Bescheid erteilt.“
Über den Stand der Medienfreiheit in den Ländern der Region berichtet regelmäßig MISA, das Medieninstitut im Südlichen Afrika. Eine weitere wichtige Quelle ist Human Rights Watch. Damit die Medien ihre Aufgabe gerade auch im Hinblick auf Wahlen erfüllen können, müssten nach Meinung von Experten die restriktiven Mediengesetze erheblich gelockert werden.

#### Rundfunk und Fernsehen
Neben dem staatlichen Fernsehsender Televisão Pública de Angola gibt es seit 2008 den ersten privaten Fernsehkanal TV Zimbo. Ein dritter privater Kanal ist mit AngoTV in Vorbereitung. Im Februar 2010 startete die portugiesische ZON Multimédia (30 %) und die angolanische Finstar (70 %) den Satelliten-TV-Betreiber Zap, um Marktführer in Angola zu werden. Finstar gehört Isabel dos Santos.

### Bildung
Schon vor der Inbesitznahme des heutigen Territoriums von Angola im 20. Jahrhundert gab es einige schulische Einrichtungen in Luanda, die allerdings für Weiße (allenfalls für Mischlinge) bestimmt waren. Ab Mitte des 20. Jahrhunderts konnte man von einem Schulsystem sprechen – mit einer Reihe von Grundschulen – die staatlichen für die „civilizados“, die Missionsschulen für die „indígenas“ – und dem Liceu Nacional Salvador Correia (zunächst auch nur für Weiße). In der spätkolonialen Zeit, 1962–1974, wurde die rassisch-kulturelle Diskriminierung aufgehoben und das Schulwesen auf der Primar- und Sekundarstufe stark erweitert. Nach der Unabhängigkeit setzte sich diese Entwicklung fort, nicht zuletzt aufgrund massiver Hilfe seitens Kubas.
Die in der Kolonialzeit 1963 eröffnete, aber erst 1968 funktionierende staatliche Universität von Angola und die 1962 eröffnete katholische Fach(hoch)schule für Sozialarbeit hatten ihren Sitz in der Hauptstadt. Nach der Unabhängigkeit wurde Erstere in die Universidade Agostinho Neto (UAN) umgewandelt, die rasch expandierte und in allen Provinzhauptstädten Fakultäten besaß. 2008/2009 wurden Letztere jedoch in neuen Universitäten gruppiert und die UAN auf die Provinzen Luanda und Bengo konzentriert. Inzwischen wurde in Luanda eine Universidade Católica de Angola, (Katholische Universität von Angola) gegründet, der 2009 auch die Nachfolgeinstitution der Fachhochschule für Sozialarbeit, das Instituto Superior João XXIII, eingegliedert wurde. Verschiedene portugiesische Universitäten haben inzwischen in Luanda (Stadt und Provinz) Zweigstellen aufgebaut, so die Universität Lusíada, die Universidade Lusófona und das Instituto Jean Piaget. Außerdem gibt es eine ganze Reihe von angolanischen Privatuniversitäten, so die Universidade Privada de Angola und das Instituto Superior de Ciências Sociais e Relações Internacionais. Saudi-Arabien hat 2010 seine Absicht bekundet, in Luanda eine islamische Universität zu errichten.
Zudem ist die Nationalbibliothek von Angola in Luanda ansässig.

## Söhne und Töchter der Stadt
Eine Vielzahl bekannter Persönlichkeiten des öffentlichen Lebens in Angola und Portugal wurden in Luanda geboren. Dazu zählen u. a. der ehemalige angolanische Staatspräsident José Eduardo dos Santos und seine Frau, Ana Paula dos Santos, Politiker wie der angolanische Premierminister Fernando da Piedade Dias dos Santos oder die portugiesische Justizministerin Paula Teixeira da Cruz, bekannte angolanische Musiker wie Paulo Flores und Anselmo Ralph, oder Schriftsteller wie der Angolaner Ondjaki oder der Portugiese Gonçalo M. Tavares.

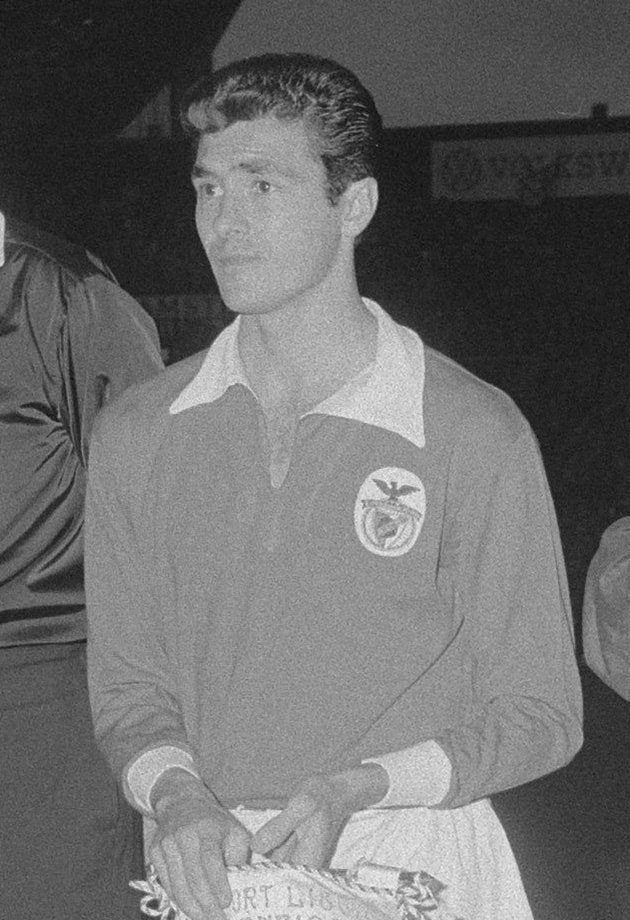
José Águas im Trikot Benfica Lissabons, vor dem Sieg des Europapokals 1962
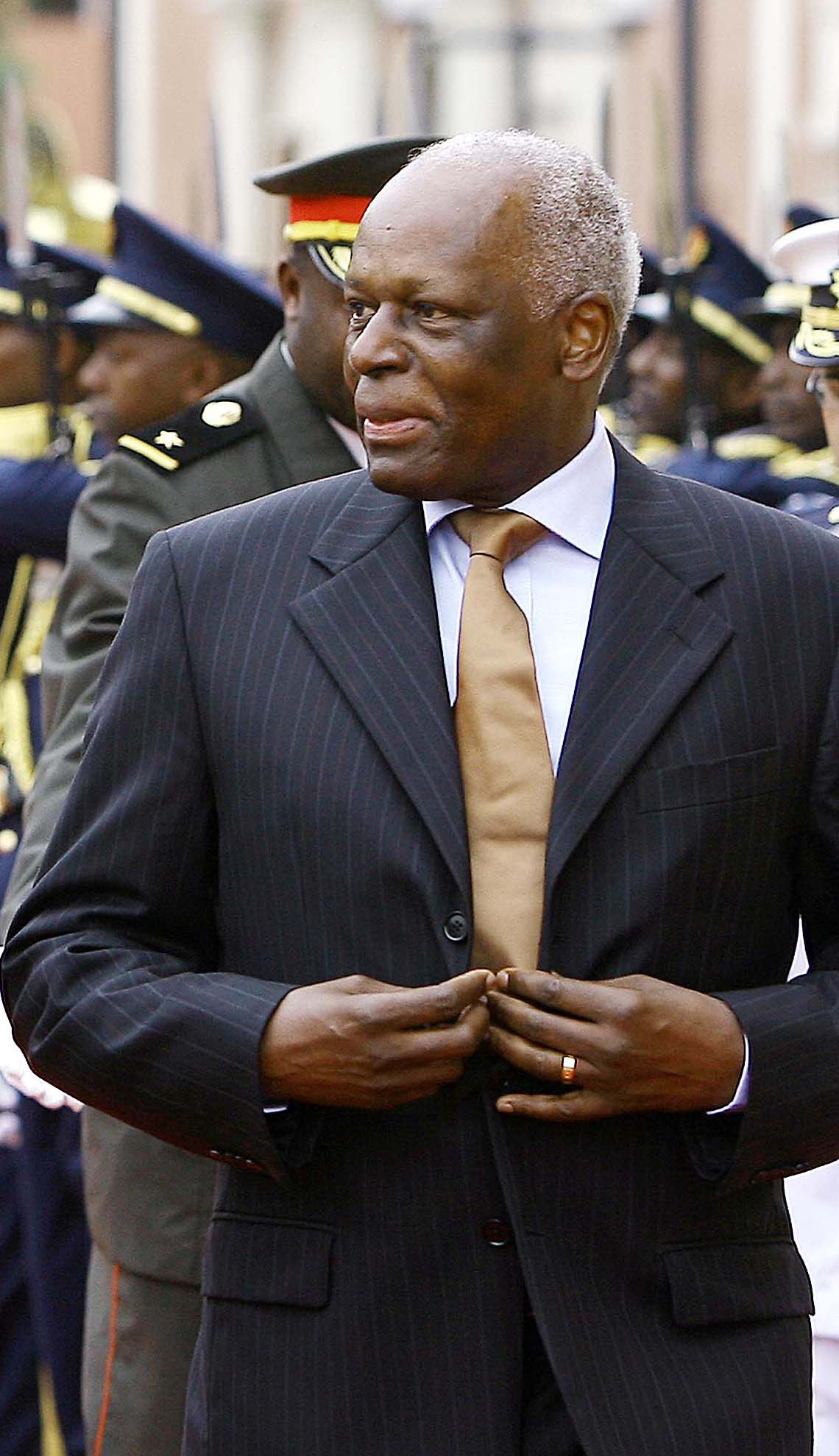
Der ehemalige Präsident José Eduardo dos Santos (2007)
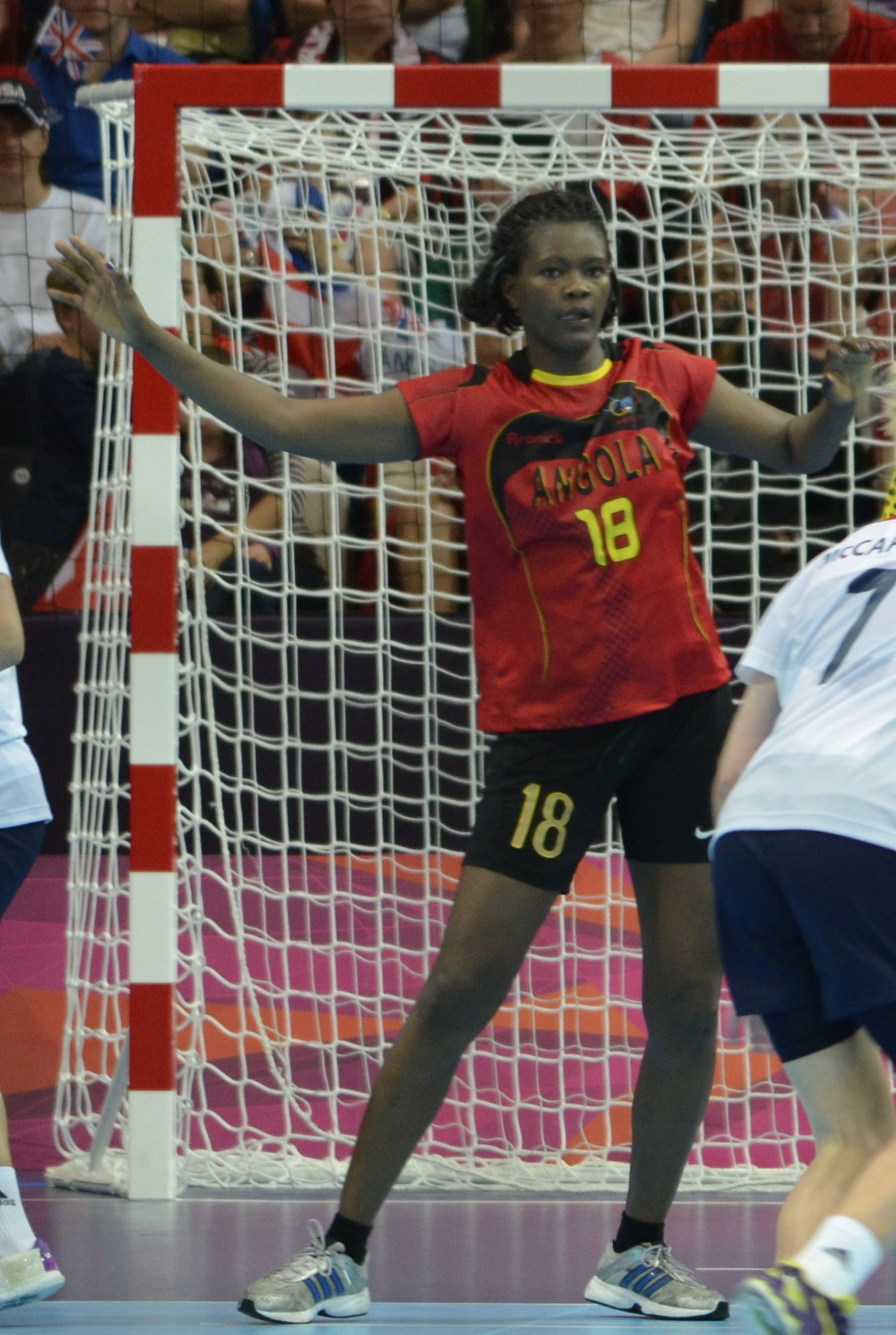
Marcelina Kiala bei den Olympischen Spielen 2012
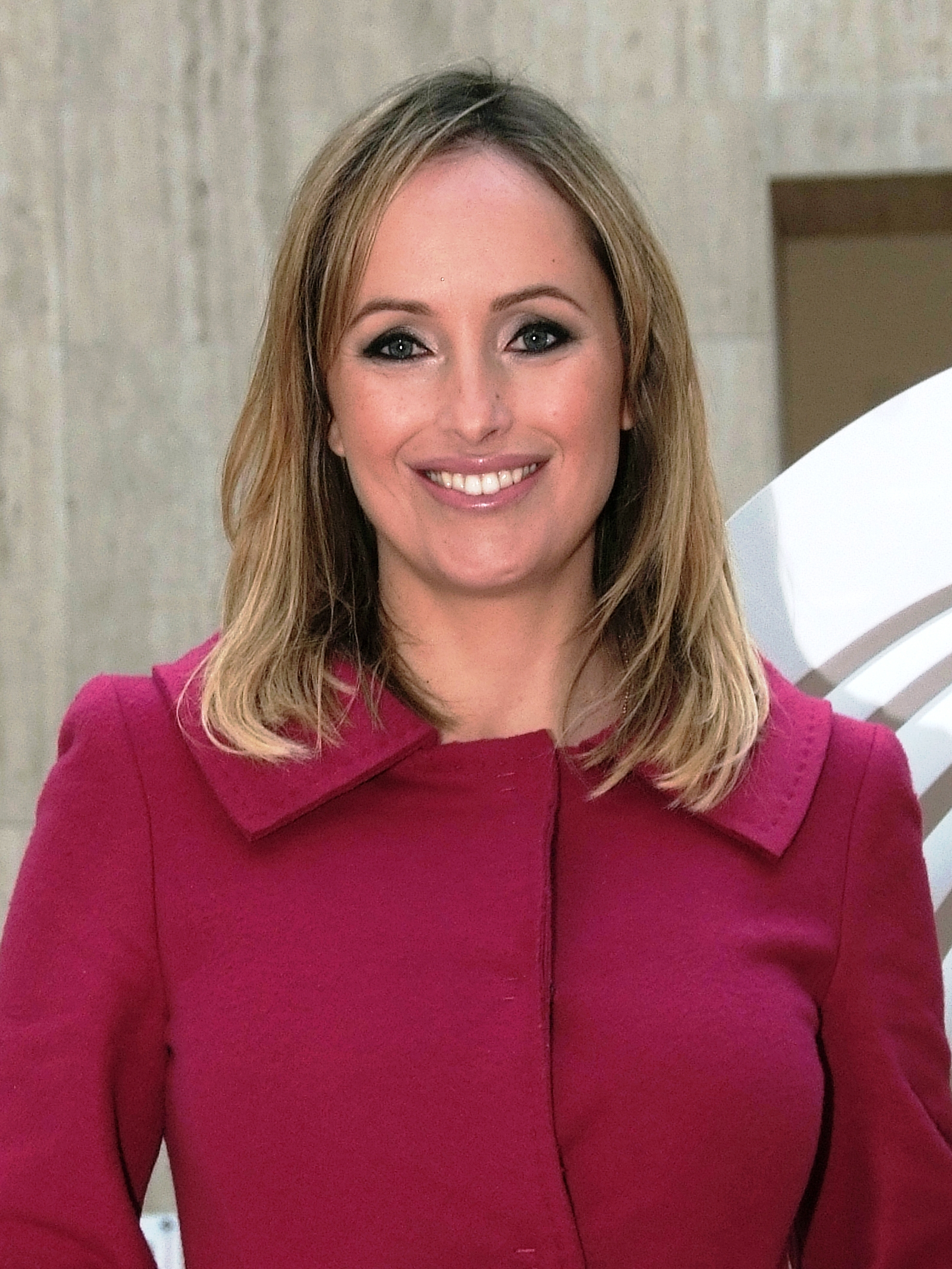
Marisa Cruz (2011), portugiesische TV-Moderatorin und ehemaliges Model
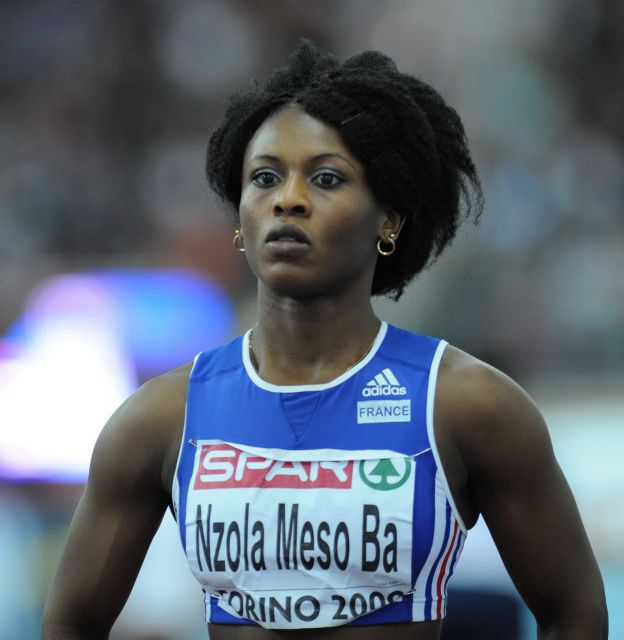
Teresa Nzola Meso bei der Leichtathletik-Hallen-EM in Turin 2009
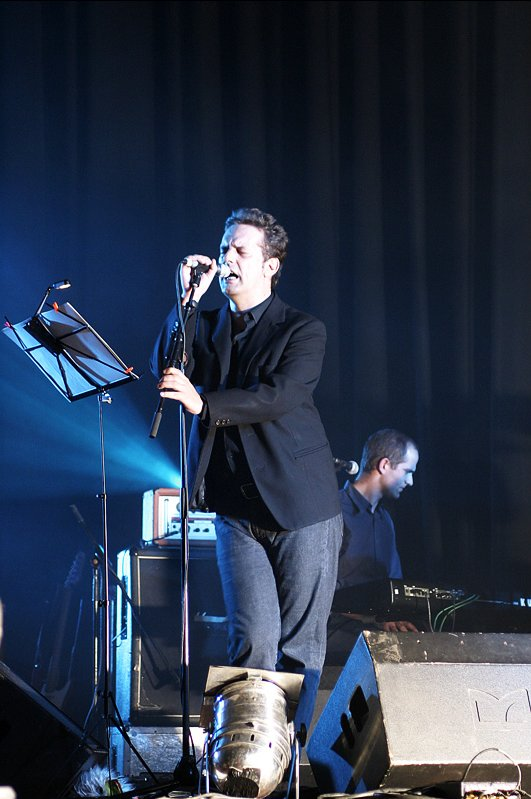
Adolfo Luxúria Canibal, Sänger der Band Mão Morta (Lissabon 2005)
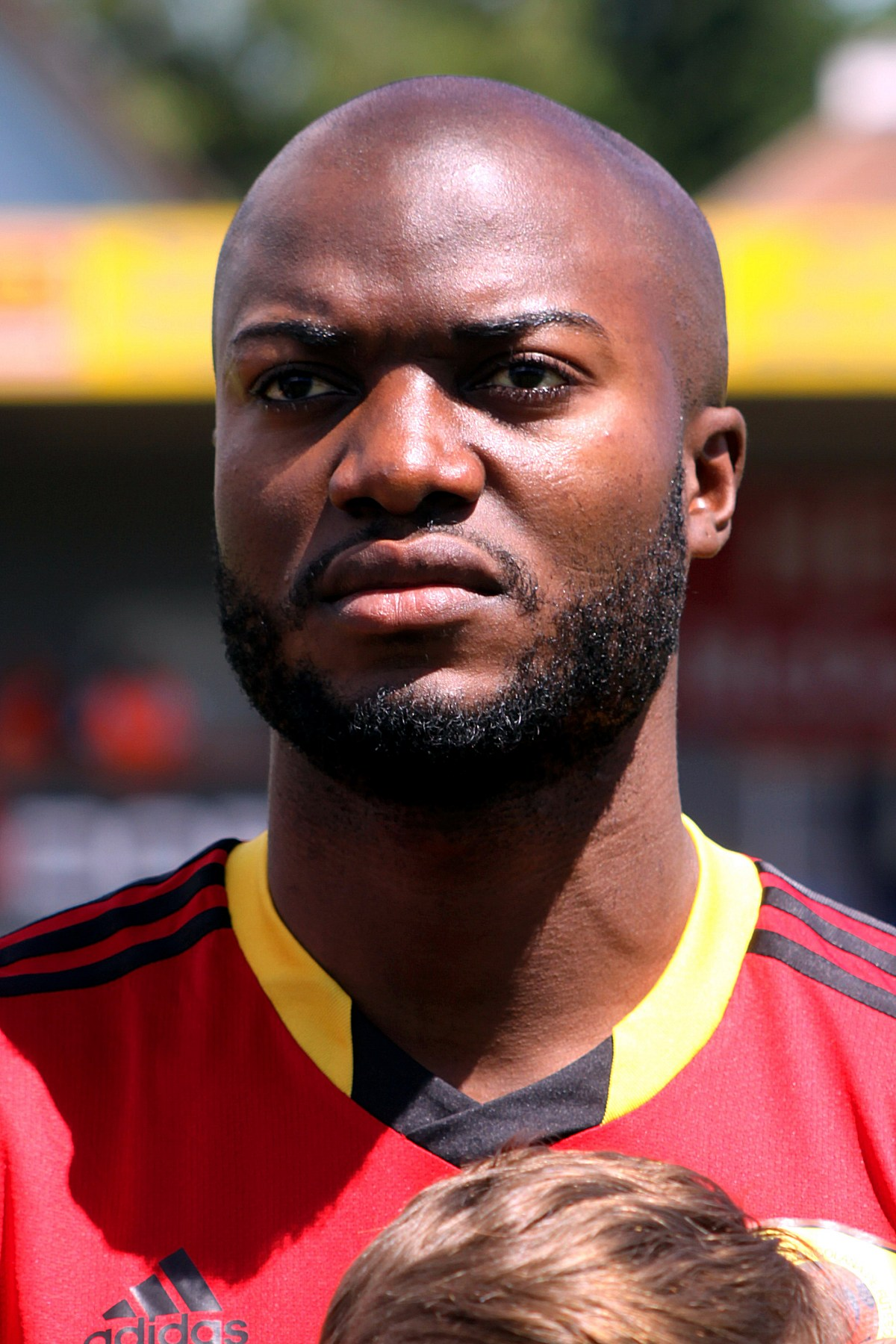
José Pierre Vunguidica im Trikot der Nationalmannschaft Angolas (2014)